# مرتسنایش
مرتسنایش (به آلمانی: Merzenich) یک شهر در آلمان است که در دورن واقع شده‌است. مرتسنایش ۱۰٬۱۶۰ نفر جمعیت دارد.